# Teagueia sancheziae
Teagueia sancheziae är en orkidéart som beskrevs av Carlyle August Luer och L.Jost. Teagueia sancheziae ingår i släktet Teagueia och familjen orkidéer. Inga underarter finns listade i Catalogue of Life.